# Rolf Muntz
Rolf Frederick Cornelis Muntz (nascido em 26 de março de 1969) é um jogador holandês de golfe profissional, que já venceu um torneio do European Tour. Disputou pelos Países Baixos a WGC-World Cup, em 1999.

## Títulos profissionais (7)

### Títulos do European Tour (1)
| N.º | Data                | Torneio       | Resultado            | Margem    | Vice-campeão |
| --- | ------------------- | ------------- | -------------------- | --------- | ------------ |
| 1   | 12 de março de 2000 | Qatar Masters | −8 (68-73-67-72=280) | 5 tacadas | Ian Woosnam  |